# 手白香皇女

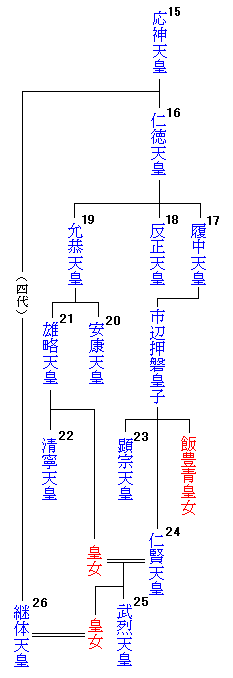
天皇系図 15～26代

手白香皇女（たしらかのひめみこ、仁賢天皇2年以前 - 没年不詳）は、日本の第26代継体天皇の皇后で、同天皇とは四従兄弟にあたる。父は仁賢天皇、母は春日大娘皇女（雄略天皇皇女）。同母弟に武烈天皇がいる。『古事記』の表記は手白髪郎女。子に欽明天皇。

## 生涯
仁賢天皇の皇女として誕生。母は雄略天皇の皇女である春日大娘皇女。
彼女が生まれる以前、父方の祖父である市辺押磐皇子が母方の祖父である雄略天皇によって殺害されたため、父の億計（オケ。のちの仁賢天皇）と叔父の弘計（ヲケ。オケの弟。のちの顕宗天皇）は逃亡して身を隠していた。その後、雄略天皇の皇子の清寧天皇は子をなさなかったため、弘計（顕宗）と億計（仁賢）は大王に迎えられ、それぞれ即位（弟の顕宗の方が先に即位）した。
その後、傍系であった父の仁賢は、雄略天皇皇女の春日大娘皇女を皇后として迎え入れたため、たがいの祖父の代から2つに分かれていた皇統は統一された。この間に生まれたのが武烈天皇や手白香皇女らである。
以後、2つの皇統の血筋を合わせた唯一の男子である武烈天皇により皇統が維持されるはずであったが、武烈天皇は子をなさず若くして崩御した。雄略天皇の粛清によって、他の皇族男子はほとんど残っていなかったため、越前国から応神天皇の5世孫にあたる傍系のオホド（男大迹）王が大王として招かれた。これが継体天皇である。大王は、大連大伴金村の勧めにより、継体元年3月5日（507年4月2日）、手白香皇女を皇后に迎え、継体天皇の統治が始まることになる。
手白香皇女が継体天皇の皇后となった理由として、母である春日大娘皇女の場合と同様、傍系天皇の正統性を立てるための政略的な要因が大きかったと考えられている。つまり、傍系に属し、先代天皇とのあいだの血縁が非常に遠い継体天皇は、先帝の同母姉である手白香皇女を皇后にすることにより、一種の入り婿という形で正統性を獲得したということである。継体天皇は大和に入る以前、現地で複数の妃（尾張目子媛ほか）をもち沢山の子（安閑天皇・宣化天皇他）がいたにもかかわらず、手白香皇女とのあいだの皇子である天国排開広庭尊（のちの欽明天皇）が正式な継承者とされていたことも、このような推論を裏づける。
このようにして継体天皇と手白香皇女との間に生まれた欽明天皇が、今日まで長く続く皇室の祖となった。欽明天皇は即位に当たって先の皇后を皇太后としたが、この皇太后は自身の母である手白香皇女か、安閑天皇の皇后である春日山田皇女か、宣化天皇の皇后である橘仲皇女か判然としない。

## 陵

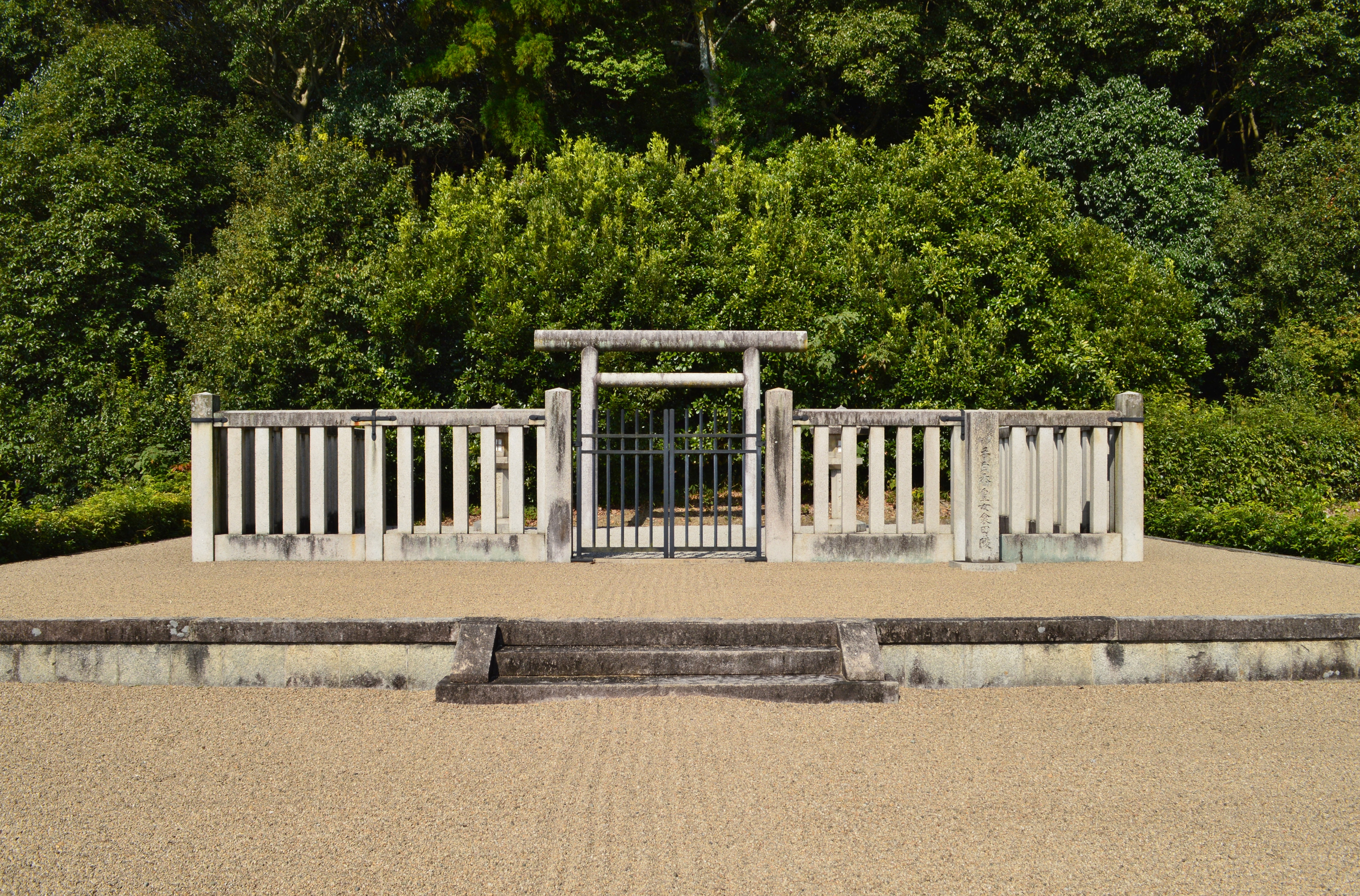
手白香皇女 衾田陵
（奈良県天理市）

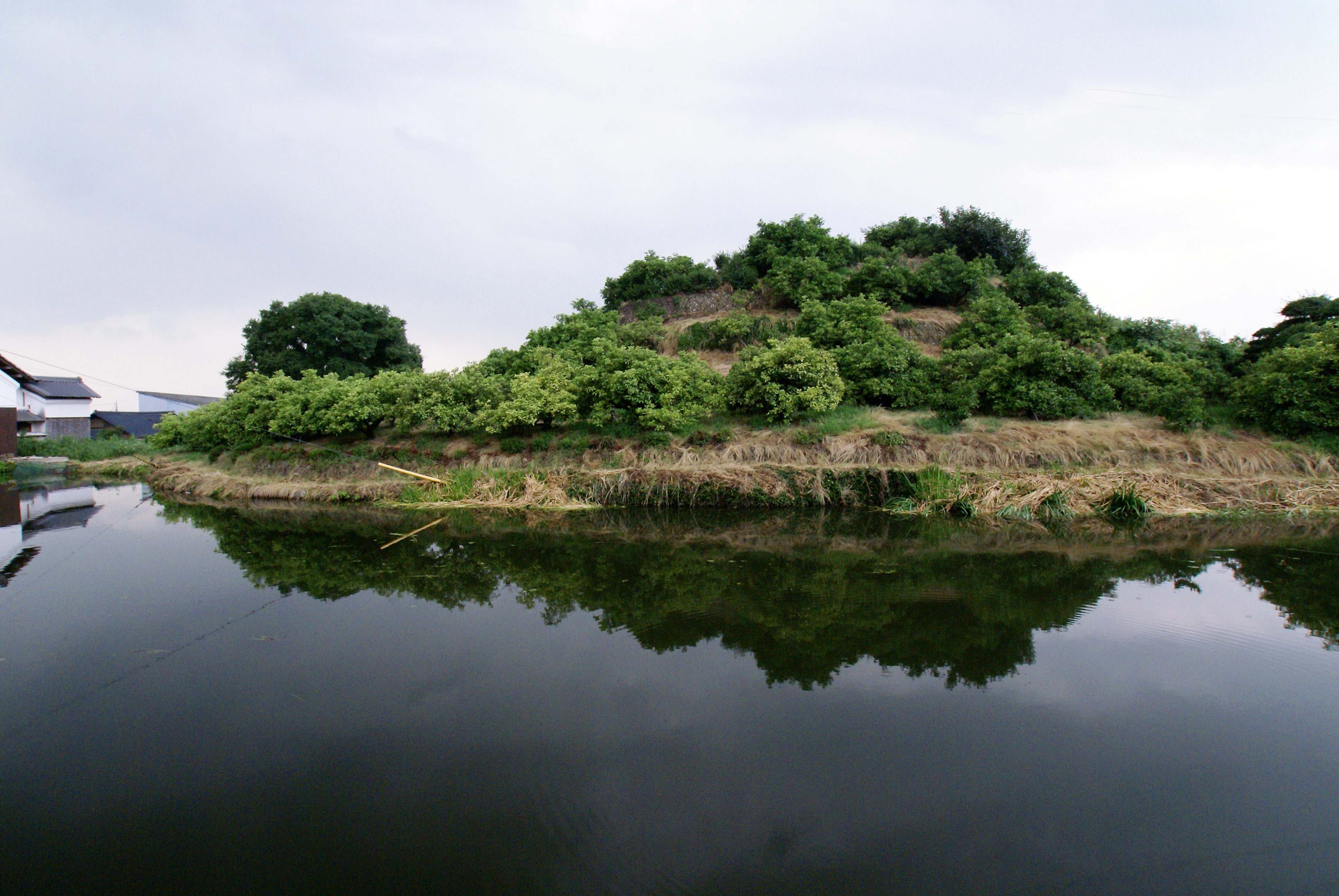
西山塚古墳（奈良県天理市）

宮内庁は「手白香皇女衾田陵」として、奈良県天理市中山町に所在する西殿塚古墳を治定している。西殿塚古墳は、大和古墳群に属する古墳時代前期の前方後円墳であるが、年代的には整合しない。白石太一郎は、大和古墳群のなかで1基だけ比較的大規模な6世紀代の古墳、西山塚古墳が「手白香皇女衾田陵」ではないかとしている。
西山塚古墳の埴輪は、今城塚古墳同様高槻市の新池遺跡で焼成されたものといわれており、6世紀前半ころの造営で、墳丘長は115メートルの規模を有する。
このことについて白石は、継体天皇が、ヤマトの王統につながる手白香皇女の墓をヤマト王権の始祖たちの墓が並ぶ大和古墳群や柳本古墳群のなかに営むことによってみずからの王権の連続性・正統性を主張したものではないかと推測し、継体朝の成立について、これが王朝交替説の説くような王統の断絶を意味するものではないとしている。

## 系譜
- 父：仁賢天皇
- 母：春日大娘皇女（雄略天皇の皇女）
- 同母兄姉：高橋大娘皇女、朝嬬皇女、樟氷皇女、橘仲皇女（宣化天皇の皇后）、小泊瀬稚鷦鷯尊（武烈天皇）、真稚皇女
- 夫：継体天皇
  - 子：天国排開広庭尊（欽明天皇）

## 異伝
『播磨国風土記』美嚢郡条に、於奚（のちの仁賢）・袁奚（のちの顕宗）両皇子が身分を明かした際、山部連少楯が両皇子の母を手白髪命と称している。これは、『日本書紀』『古事記』の記述とはまったく異なる所伝となっている。